# Парзи
Парзи́ — село в Глазовском районе Удмуртии. Административный центр сельского поселения Парзинское.

## География
Расположено на реке Парзи в 22 км к югу от Глазова и в 125 км к северо-северо-западу от Ижевска. Находится в лесистой местности, имеется пруд на реке в селе. На юго-западе к селу примыкает деревня Новые Парзи.
Через село проходит автодорога, выходящая на севере к деревне Педоново (на Глазов) и на юго-западе к селу Юкаменское. Ближайшая ж.-д. станция находится в Глазове.

## Население
| 2010 | 2012 |
| ---- | ---- |
| 698  | ↗718 |

## Объекты социальной сферы
- Парзинская средняя общеобразовательная школа
- сельский дом культуры

## Улицы
- 20 лет Совхоза
- Заречная
- Коммунаров
- Лесная
- Луговая
- Молодёжная
- Новая
- Парзинская
- Прудовая
- Трудовая
- Тупиковый переулок
- Удмуртская
- Школьная

## История церкви
В начале в 1850 года в селе был построен молитвенный дом. Приход в селе Верх-Парзи открыт по указу Священного Синода от 16 августа 1850 года. В 1852 году построена временная деревянная церковь во имя Святой Живоначальной Троицы на средства прихожан. 10 ноября 1868 года при церкви открыто церковно-приходское попечительство. Каменный храм построен вместо ветхой деревянной церкви в 1899 году на средства прихожан и освящен. Свято-Троицкая церковь была закрыта на основании постановления ЦИК УАССР от 16 марта 1935 года. Здание снесено.